# Brce
Brce – wieś w Słowenii, w gminie Ilirska Bistrica. W 2018 roku liczyła 24 mieszkańców.